# 三和粥粉麵
三和粥粉麵（英語：Sam Wo）是一家位于美國加利福尼亚州旧金山的中餐馆。

## 历史
餐厅於1907年在华盛顿街813号開開張。1980年代，因為該餐廳的工作人員Edsel Ford Fung對顧客態度粗魯而導致該餐廳声名狼藉。出于安全考虑，该餐厅于2012年一度关闭，并于2015年在附近的克莱街重新开张。